# Heberty Fernandes de Andrade
Heberty Fernandes de Andrade (sinh ngày 29 tháng 8 năm 1988) là một cầu thủ bóng đá người Brasil hiện đang thi đấu cho câu lạc bộ Thai League 1 Bangkok United.

## Sự nghiệp câu lạc bộ
Heberty Fernandes de Andrade đã từng chơi cho Thespa Kusatsu, Cerezo Osaka và Vegalta Sendai.

### Ratchaburi Mitr Phol F.C.
Năm 2014, Heberty chuyển đến câu lạc bộ Thái Lan Ratchaburi Mitr Phol ở Thai League 1. Anh kết thúc mùa giải ở Thái Lan với giải thưởng vua phá lưới giải đấu với 26 bàn thắng.

### Muangthong United F.C.
Năm 2017, Heberty thi đấu ở vị trí tiền đạo cắm cho Muangthong United ở Thai League 1.

## Thống kê câu lạc bộ

### J.League
| Đội            | Năm       | J.League | J.League | J.League Cup | J.League Cup | Tổng cộng | Tổng cộng |
| Đội            | Năm       | Trận     | Bàn      | Trận         | Bàn          | Trận      | Bàn       |
| -------------- | --------- | -------- | -------- | ------------ | ------------ | --------- | --------- |
| Thespa Kusatsu | 2012      | 22       | 5        | -            | -            | 22        | 5         |
| Cerezo Osaka   | 2012      | 13       | 0        | 0            | 0            | 13        | 0         |
| Vegalta Sendai | 2013      | 16       | 1        | 0            | 0            | 16        | 1         |
| Tổng cộng      | Tổng cộng | 51       | 6        | 0            | 0            | 51        | 6         |

## Thành tích

### Câu lạc bộ
Muangthong United
- Cúp Liên đoàn bóng đá Thái Lan (1): 2017
- Giải bóng đá vô địch các câu lạc bộ sông Mê Kông (1): 2017

### Cá nhân
- Giải bóng đá Ngoại hạng Thái Lan 2014 Vua phá lưới: 26 bàn thắng
- Giải bóng đá Ngoại hạng Thái Lan 2014 Cầu thủ của tháng: Tháng 8 năm 2014